# Sorompó

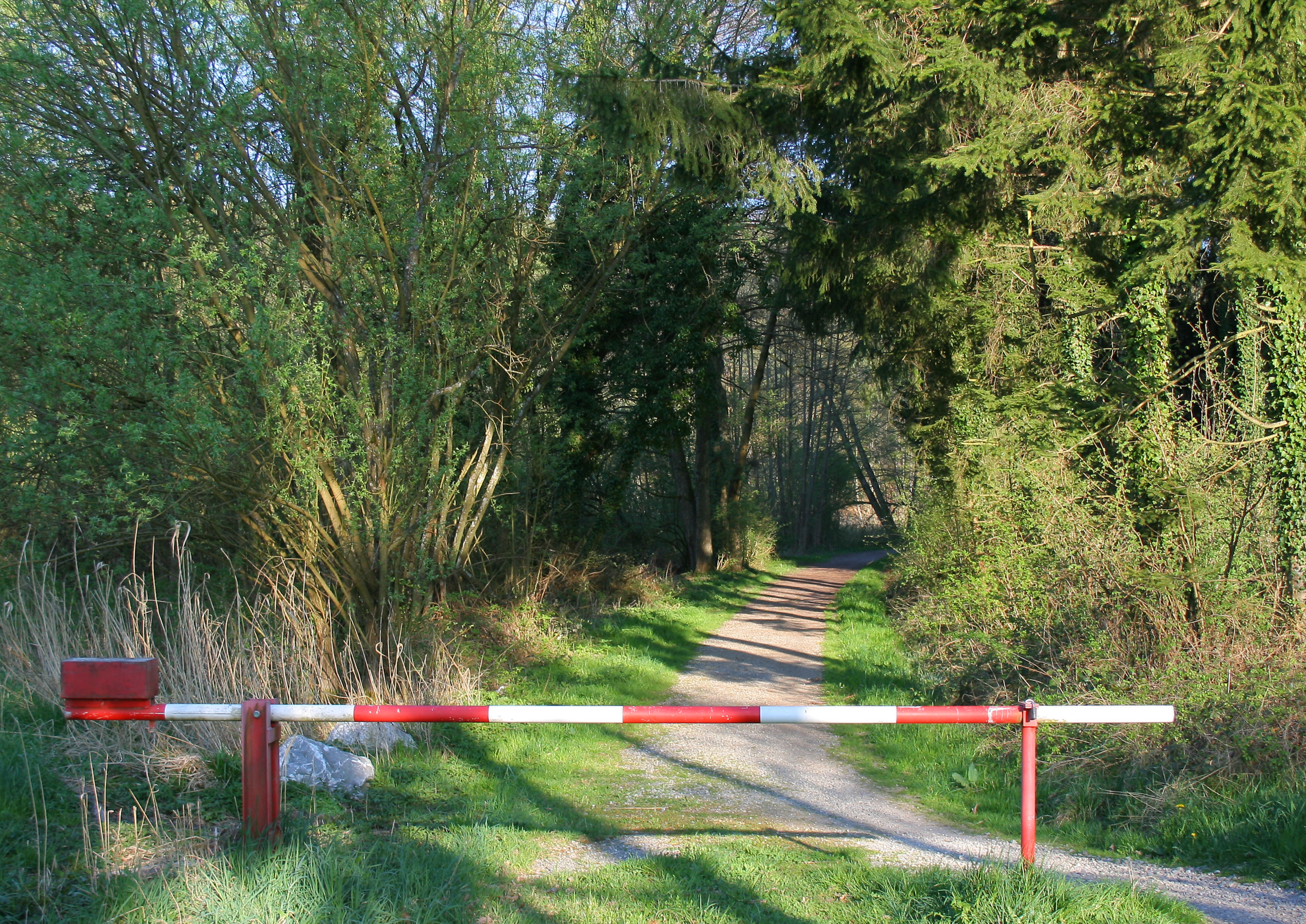
Természetvédelmi területet elválasztó sorompó

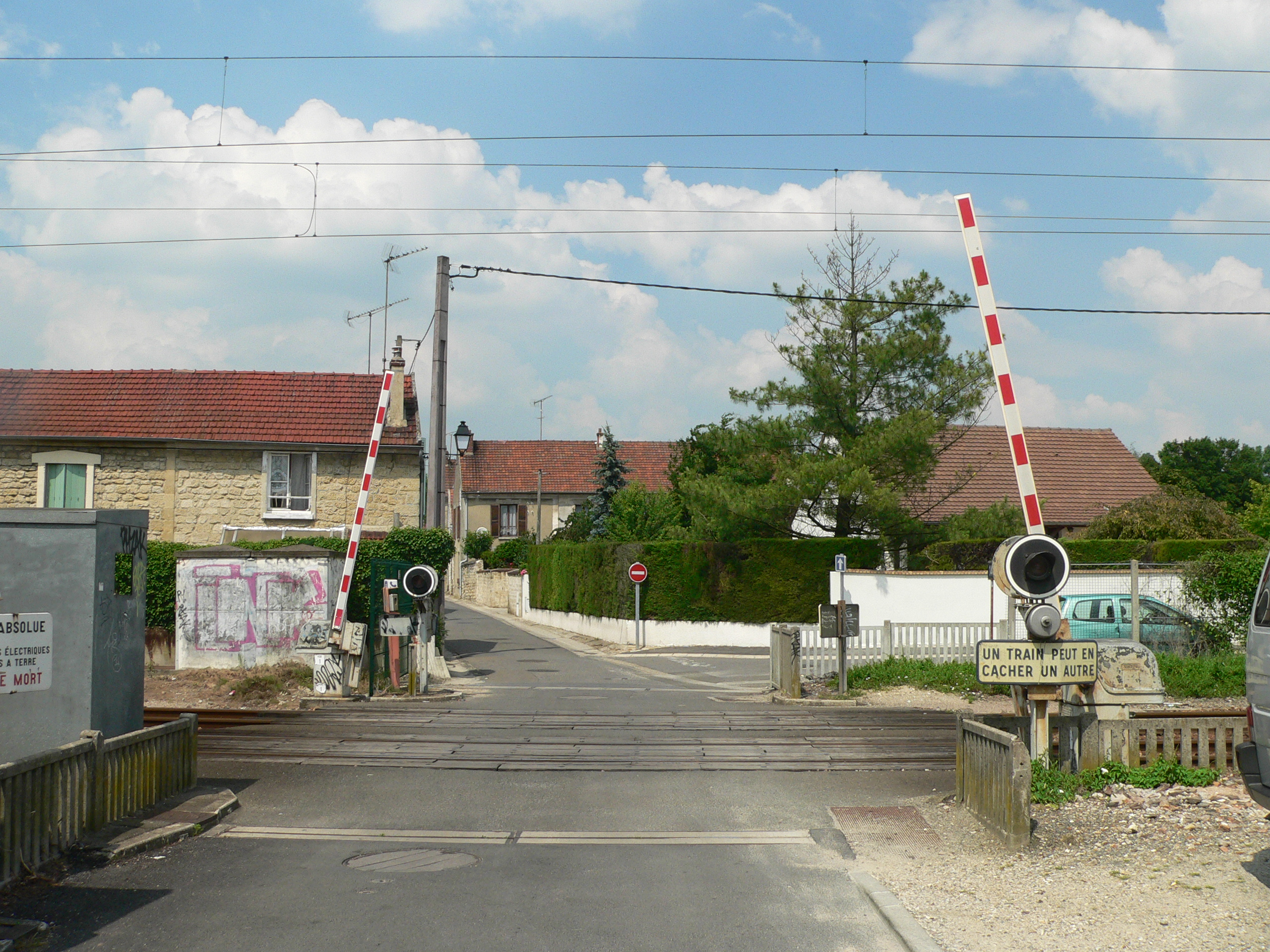
Felnyitott sorompók egy vasúti átjárónál

A sorompó út vagy terület - többnyire a közúti - forgalomtól történő elzárására szolgáló rúdalakú emeltyű, melyet elsősorban hídátjáróknál, vasúti átjáróknál, vámházaknál, intézmények és ipari létesítmények telephelyeinek közúti bejáratainál alkalmaznak.

## Vasúti sorompó
Hogy a vasúti vágányokon átvezető utakat a vonatközlekedés idejére el lehessen zárni, rendszerint a vágány mindkét oldalán sorompókat állítanak fel, mely lehet félkarú, vagy teljes.
A szintbeni közúti kereszteződések elektromosan biztosított zárását a vasúti járművek a vasúti pálya felépítményén az azon megengedett legnagyobb sebességhez viszonyított féktávolság szerint elhelyezett behatási pontot a menetirány szerinti első tengellyel történő meghaladásával hozzák működésbe. A fénysorompó tilosra váltása és az azt kiegészítő csapórúd leengedése 30 másodpercig tart, ami a törvény szerint előírt kiürítési idő. A zárást a vasúti járművek az áthaladást követően egy újabb behatási ponton a menetirány szerinti utolsó tengellyel meghaladva oldja fel.
Kézi vezérlésű sorompó esetén, ha a kezelő magán az útátjárón vagy annak közelében várja a vonatot, a sorompó egy vízszintes irányban forgatható, keskeny átjárókon régebben pedig egy, az úton áttolható rúdból állt. Amennyiben a sorompót kezelő őr állomása az átjárótól távolra esett, húzó sorompó alkalmazása vált szükségessé, melynek húzó készüléke az őrház mellett volt és onnan drótvezeték segítségével lehetett zárni és nyitni. Az őrállástól igen távol levő és onnan nem látható húzó sorompókat csengetési készülékekkel látták el, amelyek előre jelezték a sorompó zárását az esetleg éppen áthaladó járműveknek.
A sorompókat maximum 10 percig lehet zárva tartani.

### Fajtái
- Teljes sorompó (teljes csapórudas sorompó) olyan sorompóberendezés, amely a keresztező utat - osztottpályás út esetén annak egyik úttestjét - teljes szélességben sorompórúddal zárja el vasúti jármű közlekedésekor és áthaladása alatt.[2] (Ma már helyette a 120 km/h feletti sebességre kiépített vasútvonalakon a teljes útpályát két oldalról elzáró dupla félsorompót vagy a forgalom mértékével arányosan külön szintű keresztezést alkalmaznak.)
- Félsorompó: olyan sorompóberendezés, amely a vasúti jármű közlekedésekor és áthaladásakor csak az úttest menetirány szerinti jobb oldalát - legalább kétharmad szélességben - zárja le csapórúddal. Mindig a fénysorompó kiegészítéseként működik.[3]
- Fénysorompó: olyan sorompóberendezés, amely a vasúti jármű közlekedését és áthaladását két egymás mellett levő, felváltva villogó piros fénnyel jelzi. Egyébként a készülék villogó fehér fényt ad.[4]
- Helyből kezelt teljes sorompó: olyan teljes sorompó, amelynek kezelése közben a kezelőszemélyzet az utat - a vasúti átjáró mindkét oldalán - legalább Lk távolságban át tudja tekinteni.[5]
- Távolból kezelt teljes sorompó: olyan teljes sorompó, amelynek kezelése közben a kezelőszemélyzet a vasúti átjárót, illetőleg az utat - a vasúti átjáró mindkét oldalán - legalább Lk távolságban akadálytalanul áttekinteni nem tudja.[6]
- Felhívásos sorompó: olyan távolból kezelt, alaphelyzetében lezárt teljes sorompó, amelyet a kezelő személyzet a vasúti átjárót közúton használni kívánó felhívására nyit fel, abban az esetben, ha vasúti jármű nem közlekedik.[7]
- Időszakosan üzemelő teljes sorompó: olyan teljes sorompó, amelyet csak meghatározott időszakokban kezelnek, ezen kívüli időben pedig a csapórudak zárt helyzetben vannak.[8]
- Jelzővel függésben levő sorompó: az a teljes-, fél-, fénysorompó, amelynél csak a sorompó zárt helyzetében állítható „szabad” állásba a vasúti jelző.[9]
- Vonat által vezérelt sorompó': az a fény, ill. fény- és félsorompó, amelynek zárását és nyitását minden irányból - vagy állomások területén levő, illetőleg ahhoz közeli vasúti átjáróknál legalább egyik irányból (pl. a nyíltvonal felől) - a vasúti jármű a vasúti pályába beépített vonatérzékelő elemeken áthaladva...[10][11]

## A sorompók kezelése
A vasúti sorompóknak két típusát különböztetjük meg, a teljes és a félsorompókat.
A teljes sorompókat a vasúti vonalak automatizálása előtt létesítették. Ahhoz, hogy ezt a típusú sorompót a közúti forgalom jelentősebb megakasztása nélkül kezelni lehessen az induló vonatok számáról és előre látható érkezési idejéről a sorompókezelőt értesíteni kellett, aki azt a vonat érkezése előtt 4 perccel korábban lezárta.
Az esetleges közbezárásokat a hajtómű működtetésének meg-meg szakításával lehetett elérni.
A fél- és fénysorompókat a kivételes esetektől (Pl. vágányzár) eltekintve a vonat működteti.
Nyílt pályán, illetve egyes állomások területén a vágányon közeledő vonat érzékelőelem segítségével tilos jelzésűre (villogó piros) állítja a fénysorompót 40 másodperccel áthaladása előtt, majd a pirosra állítás után 12 másodpercen belül elindul a csapórúd. A késleltetésre azért van szükség, hogy a hosszabb és lassabb járművek is elhagyják a veszélyes területet; késleltetés hiányában a járművek kárt tehetnének a hajtóműben.
A vágányút feloldása teljes sorompó esetén a kijelölt dolgozó feladata, aki mindezt csak akkor hajthatja végre, ha a szerelvény utolsó tengelye is áthaladt az átjárón.
Fél-és fénysorompó esetén: Ha az érzékelőelemet, vagy a váltókörzetet a vonat utolsó tengelye is meghaladja akkor az automatikusan felnyílik, kivéve ha az ellentétes irányból nem közeledik vonat, mert ekkor az ellentétes irányú érzékelőelem ismét lezárja a fél- és fénysorompót.